# Comté d'Essex (Vermont)
Pour les articles homonymes, voir Comté d'Essex.
Le comté d'Essex est situé dans le nord-est de l'État américain du Vermont, sur la frontière avec la province de Québec. Sa ville siège du comté est à Guildhall. Selon le recensement de 2020, sa population est de 5 920 résidents. C'est le comté le moins peuplé dans le Vermont.

## Géographie
La superficie du comté est de 1 745 km2, dont 1 723 km2 de terre.

## Histoire du comté
En 1781, la législature du Vermont divise le comté le plus septentrional de Cumberland, en trois comtés : Windham, Windsor et Orange. Le 3 septembre 1783, à la suite de la guerre d'indépendance, la Grande-Bretagne reconnaît l'indépendance des États-Unis. La frontière du Vermont avec le Québec est établie à 45 degrés de latitude nord. Le 5 novembre 1792, la législature du Vermont divise les comtés de Chittenden et d'Orange en six comtés séparés : Chittenden, Orange, Franklin, Calédonie, Essex, et Orléans.
En 1999, un groupe d'investisseurs achète 86 212 acres de l'entreprise Champion International Paper (en) pour 7,5 millions de dollars, couvrant une zone de quatorze towns dans le comté. En réaction, l'État du Vermont et la Fondation Freeman achètent des servitudes pour 8,5 millions de dollars pour garantir l'utilisation traditionnelle des terres pour l'exploitation forestière locale et pour les loisirs.

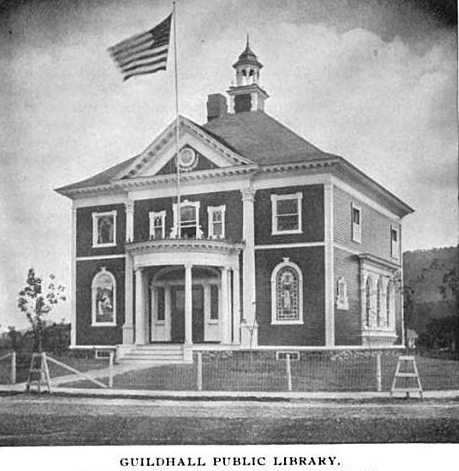
La bibliothèque publique de Guildhall, ville siège du comté, vers 1901.

## Aire naturelle protégée
- Silvio O. Conte National Fish and Wildlife Refuge (en)

## Démographie
Le comté a atteint un sommet démographique de 9 511 résidents en 1890. Depuis, la population a progressivement baissé excepté une hausse marquée dans les années 1970. Le recensement de 2000 indique 6 459 personnes, 2 602 ménages, et 1 805 familles résidant dans le comté. Il y avait 8,87 % des résidents parlant le français à la maison. Environ 1 000 anciens combattants résident dans le comté.
- sources du graphique des recensements[6],[7],[8]:

## Politique fédérale
| Année | Démocrate    | Républicain  |
| ----- | ------------ | ------------ |
| 2008  | 55,9 % 1 733 | 41,4 % 1 284 |
| 2004  | 43,5 % 1 276 | 54,2 % 1 591 |
| 2000  | 39,0 % 1 129 | 54,1 % 1 564 |

## Comtés américains adjacents
- Comté de Coös (est)
- Comté de Grafton (New Hampshire (sud)
- Comté de Caledonia (sud-est)
- Comté d'Orleans (ouest)

## Municipalité régionale de comté adjacente
- Coaticook (Québec)